# Pianoconcert nr. 1 (Beethoven)
Ludwig van Beethovens Pianoconcert Nr. 1 in C-groot op. 15 werd gecomponeerd tussen 1796 en 1797. Hoewel dit pianoconcerto met het nummer 1 wordt aangeduid, is het later geschreven dan het tweede pianoconcert. Op de première in 1798 in Praag, speelde Beethoven zelf op de piano. Het werk maakte ook onderdeel uit van het eerste concert dat Beethoven in Wenen gaf op 2 april 1800. Beethoven kondigde dit concert aan in de Wiener Zeitung van 26 maart 1800.
Het werk is georkestreerd voor pianosolo en een orkest bestaande uit 1 fluit, 2 hobo's, 2 klarinetten,  2 fagotten, 2 hoorns, 2 trompetten en strijkers. Zoals gebruikelijk in concerten bestaat het uit 3 delen:
- I. Allegro con brio (C-groot)
- II. Adagio (As-groot)
- III. Rondo (Molto allegro) (G- en C-groot, middendeel in a klein)

## Media
- Geluidsopname van deel 1
- Geluidsopname van deel 2
- Geluidsopname van deel 3